# Championnat de France masculin de water-polo Nationale 2 2023-2024
 (mai 2025).
Motif : absence totale de source secondaire indépendante et pérenne. Deuxième niveau amateur d'un sport (et 3e division nationale) considéré comme mineur par la presse française et donc absolument pas médiatisé. Déjà que la première division est difficilement sourçable, il n'est pas pertinent de se lancer dans le développement d'une 3e division. Wikipédia n'est pas une base de données
- Archive Wikiwix
- Bing
- Cairn
- DuckDuckGo
- E. Universalis
- Gallica
- Google
- G. Books
- G. News
- G. Scholar
- Persée
- Qwant
- (zh) Baidu
- (ru) Yandex
- (wd) trouver des œuvres sur Wikidata

| 1. | Préciser le motif de la pose du bandeau. | Précisez le motif de la pose du bandeau en utilisant la syntaxe suivante : {{admissibilité à vérifier\|date=mai 2025\|motif=remplacez ce texte par le motif}}                                                                           |
| 2. | Informer les utilisateurs concernés.     | Pensez à avertir le créateur de l'article, par exemple, en insérant le code ci-dessous sur sa page de discussion : {{subst:avertissement admissibilité à vérifier\|Championnat de France masculin de water-polo Nationale 2 2023-2024}} |

Navigation
Édition précédente Édition suivante
Le Championnat de France de water-polo Nationale 2 2023-2024 est une compétition organisée par la Fédération française de natation du Championnat de France de water-polo Nationale 2 de water-polo). Il est au troisième rang dans la hiérarchie des compétitions de water-polo en France, après le Championnat de France de Nationale 1.
Quatorze équipes s'opposent en deux phases : une première phase de deux groupes, puis une seconde avec une poule haute et une poule basse.

## Compétition
Le classement est calculé avec le barème de points suivant :
- la victoire vaut trois points,
- la défaite vaut zéro point,
- la victoire aux tirs au but vaut deux points,
- la défaite aux tirs au but vaut un point.

En cas de match nul, à la fin du temps réglementaire, une séance de tirs au but désigne le vainqueur du match.

### Saison régulière
Au terme de la première phase, les 4 meilleures équipes de chaque poule se retrouvent dans la poule haute en deuxième phase pour jouer la montée à l'échelon supérieur. Les autres équipes se retrouvent dans la poule basse pour éviter la descente. Les équipes à égalité sont départagées d'après le score cumulé de leurs deux matches. Si nécessaire, les scores cumulés puis le nombre de buts inscrits face à chacune des autres équipes, selon leur classement, seront utilisés, voire une séance de tirs au but dans les cas ultimes.

#### Poule A

##### Classement
|   | Équipe                                | Pts | J  | G | Gtab | Ptab | P | Bp  | Bc  | Diff | Dép |
| - | ------------------------------------- | --- | -- | - | ---- | ---- | - | --- | --- | ---- | --- |
| 1 | AS Monaco P                           | 27  | 10 | 9 | 0    | 0    | 1 | 168 | 77  | 91   | -   |
| 2 | Pont de Claix Natation GUC Water-Polo | 24  | 10 | 8 | 0    | 0    | 2 | 153 | 106 | 47   | -   |
| 3 | Stade Toulousain Natation             | 18  | 10 | 6 | 0    | 0    | 4 | 123 | 121 | 2    | -   |
| 4 | VGA Saint-Maur                        | 9   | 10 | 3 | 0    | 0    | 7 | 89  | 138 | -49  | -   |
| 5 | Canards rochelais                     | 6   | 10 | 2 | 0    | 0    | 8 | 80  | 125 | -45  | -   |
| 6 | ASPTT Limoges                         | 6   | 10 | 2 | 0    | 0    | 8 | 86  | 132 | -46  | -   |

| Résultats (dom.\ext.) | La R. | Lim. | Mon.  | Pon.  | St-M. | Tou.  |
| Canards rochelais |       | 7-8  | 3-18  | 8-12  | 10-9  | 9-10  |
| ASPTT Limoges | 7-12  |      | 11-10 | 7-9   | 12-16 | 10-12 |
| AS Monaco P | 17-5  | 19-8 |       | 15-12 | 21-4  | 22-7  |
| Pont de Claix Natation GUC Water-Polo                                                                                         | 21-9  | 23-8 | 15-16 |       | 17-11 | 17-12 |
| VGA Saint-Maur | 9-8   | 9-7  | 3-16  | 9-15  |       | 10-15 |
| Stade Toulousain Natation | 15-9  | 15-8 | 9-14  | 11-13 | 17-9  |       |
| - Victoire à domicile - Victoire à domicile aux tirs au but - Victoire à l'extérieur aux tirs au but - Victoire à l'extérieur |       |      |       |       |       |       |

|   | Équipe                    | Pts | J  | G  | Gtab | Ptab | P | Bp  | Bc  | Diff | Dép |
| - | ------------------------- | --- | -- | -- | ---- | ---- | - | --- | --- | ---- | --- |
| 1 | SCN Choisy-le-Roi R       | 30  | 10 | 10 | 0    | 0    | 0 | 248 | 96  | 152  | -   |
| 2 | Granville Water Polo      | 21  | 10 | 7  | 0    | 0    | 3 | 159 | 110 | 49   | -   |
| 3 | Angers Water-Polo         | 18  | 10 | 6  | 0    | 0    | 4 | 124 | 134 | -10  | -   |
| 4 | Orléans Water-Polo        | 9   | 10 | 3  | 0    | 0    | 7 | 109 | 149 | -40  | -   |
| 5 | RC Arras Water-Polo P     | 9   | 10 | 3  | 0    | 0    | 7 | 109 | 180 | -71  | -   |
| 6 | Pélican Club Valenciennes | 3   | 10 | 1  | 0    | 0    | 9 | 71  | 151 | -80  | -   |

| Résultats (dom.\ext.) | Ang.  | Arr.  | Cho.  | Gra.  | Orl.  | Val. |
| Angers Water-Polo |       | 19-8  | 14-26 | 9-19  | 16-6  | 13-5 |
| RC Arras Water-Polo P | 11-15 |       | 8-28  | 13-10 | 11-16 | 14-8 |
| SCN Choisy-le-Roi R | 27-6  | 35-11 |       | 19-13 | 29-9  | 25-8 |
| Granville Water Polo | 14-10 | 23-13 | 11-14 |       | 27-10 | 23-8 |
| Orléans Water-Polo | 8-11  | 17-10 | 11-24 | 8-9   |       | 17-4 |
| Pélican Club Valenciennes | 10-11 | 9-10  | 5-21  | 6-10  | 8-7   |      |
| - Victoire à domicile - Victoire à domicile aux tirs au but - Victoire à l'extérieur aux tirs au but - Victoire à l'extérieur |       |       |       |       |       |      |

|  | Quarts de finale                      | Quarts de finale                      | Quarts de finale                      | Quarts de finale                      |                                       |                                       | Demi-finales           | Demi-finales           | Demi-finales                  | Demi-finales                  |                               |                               | Finale            | Finale            | Finale            | Finale            |
|  |                                       |                                       |                                       |                                       |                                       |                                       |                        |                        |                               |                               |                               |                               |                   |                   |                   |                   |
|  | 6 et 13 avril 2024                    | 6 et 13 avril 2024                    | 6 et 13 avril 2024                    | 6 et 13 avril 2024                    |                                       |                                       | 27 avril et 4 mai 2024 | 27 avril et 4 mai 2024 | 27 avril et 4 mai 2024        | 27 avril et 4 mai 2024        |                               |                               | 18 et 25 mai 2024 | 18 et 25 mai 2024 | 18 et 25 mai 2024 | 18 et 25 mai 2024 |
|  | 6 et 13 avril 2024                    | 6 et 13 avril 2024                    | 6 et 13 avril 2024                    | 6 et 13 avril 2024                    |                                       |                                       | 27 avril et 4 mai 2024 | 27 avril et 4 mai 2024 | 27 avril et 4 mai 2024        | 27 avril et 4 mai 2024        |                               |                               | 18 et 25 mai 2024 | 18 et 25 mai 2024 | 18 et 25 mai 2024 | 18 et 25 mai 2024 |
|  | AS Monaco P                           | AS Monaco P                           | 15                                    | 20*                                   |                                       |                                       | 27 avril et 4 mai 2024 | 27 avril et 4 mai 2024 | 27 avril et 4 mai 2024        | 27 avril et 4 mai 2024        |                               |                               | 18 et 25 mai 2024 | 18 et 25 mai 2024 | 18 et 25 mai 2024 | 18 et 25 mai 2024 |
|  | AS Monaco P                           | AS Monaco P                           | 15                                    | 20*                                   |                                       |                                       | 27 avril et 4 mai 2024 | 27 avril et 4 mai 2024 | 27 avril et 4 mai 2024        | 27 avril et 4 mai 2024        |                               |                               | 18 et 25 mai 2024 | 18 et 25 mai 2024 | 18 et 25 mai 2024 | 18 et 25 mai 2024 |
|  | Orléans Water-Polo                    | Orléans Water-Polo                    | 11*                                   | 5                                     |                                       |                                       | 27 avril et 4 mai 2024 | 27 avril et 4 mai 2024 | 27 avril et 4 mai 2024        | 27 avril et 4 mai 2024        |                               |                               | 18 et 25 mai 2024 | 18 et 25 mai 2024 | 18 et 25 mai 2024 | 18 et 25 mai 2024 |
|  | Orléans Water-Polo                    | Orléans Water-Polo                    | 11*                                   | 5                                     | AS Monaco P                           | AS Monaco P                           | 17*                    | 19                     |                               |                               |                               |                               | 18 et 25 mai 2024 | 18 et 25 mai 2024 | 18 et 25 mai 2024 | 18 et 25 mai 2024 |
|  | 2 et 13 avril 2024                    |                                       |                                       |                                       | AS Monaco P                           | AS Monaco P                           | 17*                    | 19                     |                               |                               |                               |                               | 18 et 25 mai 2024 | 18 et 25 mai 2024 | 18 et 25 mai 2024 | 18 et 25 mai 2024 |
|  |                                       |                                       | Stade Toulousain Natation             | Stade Toulousain Natation             | 8                                     | 11*                                   |                        |                        |                               |                               |                               |                               | 18 et 25 mai 2024 | 18 et 25 mai 2024 | 18 et 25 mai 2024 | 18 et 25 mai 2024 |
|  | Granville Water Polo                  | Granville Water Polo                  | Stade Toulousain Natation             | Stade Toulousain Natation             | 8                                     | 11*                                   | 11                     | 13*                    |                               |                               |                               |                               | 18 et 25 mai 2024 | 18 et 25 mai 2024 | 18 et 25 mai 2024 | 18 et 25 mai 2024 |
|  | Granville Water Polo                  | Granville Water Polo                  | 27 avril et 4 mai 2024                |                                       |                                       |                                       | 11                     | 13*                    |                               |                               |                               |                               | 18 et 25 mai 2024 | 18 et 25 mai 2024 | 18 et 25 mai 2024 | 18 et 25 mai 2024 |
|  | Stade Toulousain Natation             | Stade Toulousain Natation             | 14*                                   | 11                                    |                                       |                                       |                        |                        |                               |                               |                               |                               | 18 et 25 mai 2024 | 18 et 25 mai 2024 | 18 et 25 mai 2024 | 18 et 25 mai 2024 |
|  | Stade Toulousain Natation             | Stade Toulousain Natation             | 14*                                   | 11                                    | AS Monaco P                           | AS Monaco P                           | 19*                    | 19                     |                               |                               |                               |                               |                   |                   |                   |                   |
|  | 2 et 13 avril 2024                    |                                       |                                       |                                       | AS Monaco P                           | AS Monaco P                           | 19*                    | 19                     |                               |                               |                               |                               |                   |                   |                   |                   |
|  |                                       |                                       | SCN Choisy-le-Roi R                   | SCN Choisy-le-Roi R                   | 8                                     | 15*                                   |                        |                        |                               |                               |                               |                               |                   |                   |                   |                   |
|  | SCN Choisy-le-Roi R                   | SCN Choisy-le-Roi R                   | SCN Choisy-le-Roi R                   | SCN Choisy-le-Roi R                   | 8                                     | 15*                                   | 20                     | 23*                    |                               |                               |                               |                               |                   |                   |                   |                   |
|  | SCN Choisy-le-Roi R                   | SCN Choisy-le-Roi R                   |                                       |                                       |                                       |                                       |                        |                        |                               |                               |                               |                               |                   |                   |                   |                   |
|  | VGA Saint-Maur                        | VGA Saint-Maur                        | 11*                                   | 5                                     |                                       |                                       |                        |                        |                               |                               |                               |                               |                   |                   |                   |                   |
|  | VGA Saint-Maur                        | VGA Saint-Maur                        | 11*                                   | 5                                     | SCN Choisy-le-Roi R                   | SCN Choisy-le-Roi R                   | 16                     | 11*                    | Match pour la troisième place | Match pour la troisième place | Match pour la troisième place | Match pour la troisième place |                   |                   |                   |                   |
|  | 6 et 13 avril 2024                    |                                       |                                       |                                       | SCN Choisy-le-Roi R                   | SCN Choisy-le-Roi R                   | 16                     | 11*                    | Match pour la troisième place | Match pour la troisième place | Match pour la troisième place | Match pour la troisième place |                   |                   |                   |                   |
|  |                                       |                                       | Pont de Claix Natation GUC Water-Polo | Pont de Claix Natation GUC Water-Polo | 15*                                   | 11                                    |                        |                        | 18 et 25 mai 2024             | 18 et 25 mai 2024             | 18 et 25 mai 2024             | 18 et 25 mai 2024             |                   |                   |                   |                   |
|  | Pont de Claix Natation GUC Water-Polo | Pont de Claix Natation GUC Water-Polo | Pont de Claix Natation GUC Water-Polo | Pont de Claix Natation GUC Water-Polo | 15*                                   | 11                                    | 12                     | 21*                    | 18 et 25 mai 2024             | 18 et 25 mai 2024             | 18 et 25 mai 2024             | 18 et 25 mai 2024             |                   |                   |                   |                   |
|  | Pont de Claix Natation GUC Water-Polo | Pont de Claix Natation GUC Water-Polo |                                       |                                       |                                       |                                       |                        | 21*                    |                               |                               | Stade Toulousain Natation     | Stade Toulousain Natation     | 15*               | 5                 |                   |                   |
|  | Angers Water-Polo                     | Angers Water-Polo                     | 12*                                   | 9                                     |                                       |                                       |                        |                        |                               |                               | Stade Toulousain Natation     | Stade Toulousain Natation     | 15*               | 5                 |                   |                   |
|  | Angers Water-Polo                     | Angers Water-Polo                     | 12*                                   | 9                                     | Pont de Claix Natation GUC Water-Polo | Pont de Claix Natation GUC Water-Polo | 14                     | 14*                    |                               |                               |                               |                               |                   |                   |                   |                   |
|  |                                       |                                       |                                       |                                       |                                       |                                       |                        |                        |                               |                               |                               |                               |                   |                   |                   |                   |

| 2 avril 2024 | VGA Saint-Maur            | 11 - 20              | SCN Choisy-le-Roi R                                   |                                            |                                            |
| 19h45        | 3 buts (Florian MAUFFRAY) | (3-4, 4-6, 2-5, 2-5) | 5 buts (Raphaël BLANQUART, Basile FOURNIER-LALLEMENT) | Arbitrage : Mickael DROIT, Roberto PALEARI | Arbitrage : Mickael DROIT, Roberto PALEARI |
| 19h45        | waterpolo.ffnatation.fr   |                      |                                                       | Arbitrage : Mickael DROIT, Roberto PALEARI | Arbitrage : Mickael DROIT, Roberto PALEARI |

| 6 avril 2024 | Orléans Water-Polo      | 11 - 15              | AS Monaco P                               |                                           |                                           |
| 00h00        | 4 buts (Donovan GALLET) | (3-4, 1-5, 3-6, 4-0) | 5 buts (Luca BARNAT, Louis LANTERI MINET) | Arbitrage : Michel LALONNIER, Yann BIANIC | Arbitrage : Michel LALONNIER, Yann BIANIC |
| 00h00        | waterpolo.ffnatation.fr |                      |                                           | Arbitrage : Michel LALONNIER, Yann BIANIC | Arbitrage : Michel LALONNIER, Yann BIANIC |

| 6 avril 2024 | Angers Water-Polo       | 12 - 12              | Pont de Claix Natation GUC Water-Polo |                             |                             |
| 20h45        | 5 buts (Pierre TANGUY)  | (1-2, 3-6, 3-3, 5-1) | 5 buts (Hugo RINALDI)                 | Arbitrage : Zsuzsanna NEHEZ | Arbitrage : Zsuzsanna NEHEZ |
| 20h45        | waterpolo.ffnatation.fr |                      |                                       | Arbitrage : Zsuzsanna NEHEZ | Arbitrage : Zsuzsanna NEHEZ |

| 6 avril 2024 | Stade Toulousain Natation | 14 - 11              | Granville Water Polo     |                             |                             |
| 21h00        | 4 buts (Simon RIDEL)      | (5-3, 1-0, 3-4, 5-4) | 4 buts (Bence SZILVASAN) | Arbitrage : Aymeri BALDELLI | Arbitrage : Aymeri BALDELLI |
| 21h00        | waterpolo.ffnatation.fr   |                      |                          | Arbitrage : Aymeri BALDELLI | Arbitrage : Aymeri BALDELLI |

| 13 avril 2024 | SCN Choisy-le-Roi R                | 23 - 5               | VGA Saint-Maur                          |                                                                |                                                                |
| 19h30         | 8 buts (Basile FOURNIER-LALLEMENT) | (5-0, 7-0, 8-2, 3-3) | 2 buts (Thomas JEZEQUEL, Victor AIMONE) | Arbitrage : Christian FARGEAS, Jonathan DAVID, Zsuzsanna NEHEZ | Arbitrage : Christian FARGEAS, Jonathan DAVID, Zsuzsanna NEHEZ |
| 19h30         | waterpolo.ffnatation.fr            |                      |                                         | Arbitrage : Christian FARGEAS, Jonathan DAVID, Zsuzsanna NEHEZ | Arbitrage : Christian FARGEAS, Jonathan DAVID, Zsuzsanna NEHEZ |

| 13 avril 2024 | AS Monaco P             | 20 - 5               | Orléans Water-Polo    |                                             |                                             |
| 19h00         | 5 buts (Florian PAYAN)  | (4-2, 8-2, 6-1, 2-0) | 2 buts (Damien BELON) | Arbitrage : Aymeri BALDELLI, Martin LUSSIER | Arbitrage : Aymeri BALDELLI, Martin LUSSIER |
| 19h00         | waterpolo.ffnatation.fr |                      |                       | Arbitrage : Aymeri BALDELLI, Martin LUSSIER | Arbitrage : Aymeri BALDELLI, Martin LUSSIER |

| 13 avril 2024 | Pont de Claix Natation GUC Water-Polo | 21 - 9                | Angers Water-Polo                       |                                      |                                      |
| 19h15         | 5 buts (Hugo RINALDI)                 | (5-4, 10-1, 4-2, 4-2) | 3 buts (Julien HAUTBOIS, Pierre TANGUY) | Arbitrage : Léo HEINON, Michel IDOUX | Arbitrage : Léo HEINON, Michel IDOUX |
| 19h15         | waterpolo.ffnatation.fr               |                       |                                         | Arbitrage : Léo HEINON, Michel IDOUX | Arbitrage : Léo HEINON, Michel IDOUX |

| 13 avril 2024 | Granville Water Polo    | 13 - 11              | Stade Toulousain Natation   |                                         |                                         |
| 20h30         | 6 buts (Thomas LAHAYE)  | (4-4, 4-3, 0-1, 5-3) | 4 buts (Nicolas GOLEJEWSKI) | Arbitrage : Vincent KERREC, Yann BIANIC | Arbitrage : Vincent KERREC, Yann BIANIC |
| 20h30         | waterpolo.ffnatation.fr |                      |                             | Arbitrage : Vincent KERREC, Yann BIANIC | Arbitrage : Vincent KERREC, Yann BIANIC |

| 4 mai 2024 | AS Monaco P                                 | 17 - 8               | Stade Toulousain Natation |                            |                            |
| 19h30      | 5 buts (Florian PAYAN, Louis LANTERI MINET) | (4-2, 5-1, 3-1, 5-4) | 5 buts (Marcello CALI)    | Arbitrage : Martin LUSSIER | Arbitrage : Martin LUSSIER |
| 19h30      | waterpolo.ffnatation.fr                     |                      |                           | Arbitrage : Martin LUSSIER | Arbitrage : Martin LUSSIER |

| 27 avril 2024 | Pont de Claix Natation GUC Water-Polo | 15 - 16              | SCN Choisy-le-Roi R                |                                           |                                           |
| 00h00         | 4 buts (Hugo RINALDI, Cyril NEVADO)   | (5-2, 4-5, 3-4, 3-5) | 4 buts (Basile FOURNIER-LALLEMENT) | Arbitrage : Didier RAITON, Marian MIHALKA | Arbitrage : Didier RAITON, Marian MIHALKA |
| 00h00         | waterpolo.ffnatation.fr               |                      |                                    | Arbitrage : Didier RAITON, Marian MIHALKA | Arbitrage : Didier RAITON, Marian MIHALKA |

| 27 avril 2024 | Stade Toulousain Natation | 11 - 19              | AS Monaco P                              |                           |                           |
| 20h30         | 5 buts (?? ??)            | (3-6, 3-4, 2-5, 3-4) | 4 buts (Mathéo AGREFILO, Dario DANOVSKY) | Arbitrage : Albert MASSON | Arbitrage : Albert MASSON |
| 20h30         | waterpolo.ffnatation.fr   |                      |                                          | Arbitrage : Albert MASSON | Arbitrage : Albert MASSON |

| 4 mai 2024 | SCN Choisy-le-Roi R     | 11 - 11              | Pont de Claix Natation GUC Water-Polo |                                                                 |                                                                 |
| 00h00      | 3 buts (Anthony TRABON) | (3-4, 2-2, 2-5, 4-0) | 5 buts (Hugo RINALDI)                 | Arbitrage : Dominique DELON, Emmanuel HERMANS, Laurent LEFEBVRE | Arbitrage : Dominique DELON, Emmanuel HERMANS, Laurent LEFEBVRE |
| 00h00      | waterpolo.ffnatation.fr |                      |                                       | Arbitrage : Dominique DELON, Emmanuel HERMANS, Laurent LEFEBVRE | Arbitrage : Dominique DELON, Emmanuel HERMANS, Laurent LEFEBVRE |

| 18 mai 2024 | Stade Toulousain Natation | 15 - 14              | Pont de Claix Natation GUC Water-Polo   |                                          |                                          |
| 20h30       | 5 buts (Marcello CALI)    | (5-5, 2-5, 2-3, 6-1) | 4 buts (Hugo RINALDI, Nikita RISTOVSKI) | Arbitrage : Bruno BOUST, Camille SADAOUI | Arbitrage : Bruno BOUST, Camille SADAOUI |
| 20h30       | waterpolo.ffnatation.fr   |                      |                                         | Arbitrage : Bruno BOUST, Camille SADAOUI | Arbitrage : Bruno BOUST, Camille SADAOUI |

| 25 mai 2024 | Pont de Claix Natation GUC Water-Polo | 14 - 5               | Stade Toulousain Natation |                                                            |                                                            |
| 21h00       | 3 buts (Ruben HOSTACHE, Cyril NEVADO) | (2-1, 4-0, 6-2, 2-2) | 1 but (5 joueurs)         | Arbitrage : Aurely BLANCHARD, Michel IDOUX, Pascal BOUCHEZ | Arbitrage : Aurely BLANCHARD, Michel IDOUX, Pascal BOUCHEZ |
| 21h00       | waterpolo.ffnatation.fr               |                      |                           | Arbitrage : Aurely BLANCHARD, Michel IDOUX, Pascal BOUCHEZ | Arbitrage : Aurely BLANCHARD, Michel IDOUX, Pascal BOUCHEZ |

| 18 mai 2024 | AS Monaco P                                   | 19 - 8               | SCN Choisy-le-Roi R      |                                                         |                                                         |
| 19h00       | 5 buts (Louis LANTERI MINET, Mathéo AGREFILO) | (5-1, 3-3, 4-1, 7-3) | 4 buts (Clément PROVOST) | Arbitrage : Alban DAVID, Jérémie PEDEN, Pascal PLANCHON | Arbitrage : Alban DAVID, Jérémie PEDEN, Pascal PLANCHON |
| 19h00       | waterpolo.ffnatation.fr                       |                      |                          | Arbitrage : Alban DAVID, Jérémie PEDEN, Pascal PLANCHON | Arbitrage : Alban DAVID, Jérémie PEDEN, Pascal PLANCHON |

| 25 mai 2024 | SCN Choisy-le-Roi R                | 15 - 19              | AS Monaco P              |                                                             |                                                             |
| 20h30       | 5 buts (Basile FOURNIER-LALLEMENT) | (3-5, 4-3, 5-7, 3-4) | 7 buts (Mathéo AGREFILO) | Arbitrage : Christophe VILLOTTA, Patrick BUNEL, Tibor VARGA | Arbitrage : Christophe VILLOTTA, Patrick BUNEL, Tibor VARGA |
| 20h30       | waterpolo.ffnatation.fr            |                      |                          | Arbitrage : Christophe VILLOTTA, Patrick BUNEL, Tibor VARGA | Arbitrage : Christophe VILLOTTA, Patrick BUNEL, Tibor VARGA |

|  | Demi-finales           | Demi-finales           | Demi-finales           | Demi-finales           |                   |                   | Finale 5e place   | Finale 5e place   | Finale 5e place   | Finale 5e place   |
|  |                        |                        |                        |                        |                   |                   |                   |                   |                   |                   |
|  | 27 avril et 4 mai 2024 | 27 avril et 4 mai 2024 | 27 avril et 4 mai 2024 | 27 avril et 4 mai 2024 |                   |                   | 18 et 25 mai 2024 | 18 et 25 mai 2024 | 18 et 25 mai 2024 | 18 et 25 mai 2024 |
|  | Angers Water-Polo      | Angers Water-Polo      | 14*                    | 12                     |                   |                   | 18 et 25 mai 2024 | 18 et 25 mai 2024 | 18 et 25 mai 2024 | 18 et 25 mai 2024 |
|  | Angers Water-Polo      | Angers Water-Polo      | 14*                    | 12                     |                   |                   | 18 et 25 mai 2024 | 18 et 25 mai 2024 | 18 et 25 mai 2024 | 18 et 25 mai 2024 |
|  | VGA Saint-Maur         | VGA Saint-Maur         | 6                      | 13*                    |                   |                   | 18 et 25 mai 2024 | 18 et 25 mai 2024 | 18 et 25 mai 2024 | 18 et 25 mai 2024 |
|  | VGA Saint-Maur         | VGA Saint-Maur         | 6                      | 13*                    | Angers Water-Polo | Angers Water-Polo | 11                | 12*               |                   |                   |
|  | 27 avril et 4 mai 2024 |                        |                        |                        | Angers Water-Polo | Angers Water-Polo | 11                | 12*               |                   |                   |
|  |                        |                        | Granville Water Polo   | Granville Water Polo   | 10*               | 14                |                   |                   |                   |                   |
|  | Orléans Water-Polo     | Orléans Water-Polo     | Granville Water Polo   | Granville Water Polo   | 10*               | 14                | 13*               | 9                 |                   |                   |
|  | Orléans Water-Polo     | Orléans Water-Polo     |                        |                        |                   |                   |                   | 9                 |                   |                   |
|  | Granville Water Polo   | Granville Water Polo   | 20                     | 15*                    |                   |                   |                   |                   |                   |                   |
|  | Granville Water Polo   | Granville Water Polo   | 20                     | 15*                    | Finale 7e place   |                   |                   |                   |                   |                   |
|  |                        |                        |                        |                        |                   |                   |                   |                   |                   |                   |
|  | 18 et 25 mai 2024      |                        |                        |                        |                   |                   |                   |                   |                   |                   |
|  | VGA Saint-Maur         | VGA Saint-Maur         | 14                     | 12*                    |                   |                   |                   |                   |                   |                   |
|  | VGA Saint-Maur         | VGA Saint-Maur         | 14                     | 12*                    |                   |                   |                   |                   |                   |                   |
|  | Orléans Water-Polo     | Orléans Water-Polo     | 17*                    | 13                     |                   |                   |                   |                   |                   |                   |
|  | Orléans Water-Polo     | Orléans Water-Polo     | 17*                    | 13                     |                   |                   |                   |                   |                   |                   |

| 27 avril 2024 | Angers Water-Polo          | 14 - 6               | VGA Saint-Maur         |                                                 |                                                 |
| 00h00         | 5 buts (Antoine PANTALEON) | (2-2, 3-0, 7-4, 2-0) | 4 buts (Victor AIMONE) | Arbitrage : Christophe VILLOTTA, Vincent KERREC | Arbitrage : Christophe VILLOTTA, Vincent KERREC |
| 00h00         | waterpolo.ffnatation.fr    |                      |                        | Arbitrage : Christophe VILLOTTA, Vincent KERREC | Arbitrage : Christophe VILLOTTA, Vincent KERREC |

| 27 avril 2024 | Orléans Water-Polo      | 13 - 20              | Granville Water Polo |                                              |                                              |
| 00h00         | ? buts (?? ??)          | (2-3, 2-6, 5-6, 4-5) | ? buts (?? ??)       | Arbitrage : Gregory MERCIER, Zsuzsanna NEHEZ | Arbitrage : Gregory MERCIER, Zsuzsanna NEHEZ |
| 00h00         | waterpolo.ffnatation.fr |                      |                      | Arbitrage : Gregory MERCIER, Zsuzsanna NEHEZ | Arbitrage : Gregory MERCIER, Zsuzsanna NEHEZ |

| 4 mai 2024 | VGA Saint-Maur          | 13 - 12              | Angers Water-Polo      |                          |                          |
| 20h30      | 5 buts (Hugo MESLOUB)   | (5-3, 1-4, 4-2, 3-3) | 5 buts (Romain POIREE) | Arbitrage : Damien DEVOS | Arbitrage : Damien DEVOS |
| 20h30      | waterpolo.ffnatation.fr |                      |                        | Arbitrage : Damien DEVOS | Arbitrage : Damien DEVOS |

| 4 mai 2024 | Granville Water Polo        | 15 - 9               | Orléans Water-Polo         |                                         |                                         |
| 00h00      | 4 buts (Nicolas GOLEJEWSKI) | (5-2, 5-1, 3-4, 2-2) | 3 buts (Pierre-Yves LOPEZ) | Arbitrage : Jérémie PEDEN, Michel GUYOT | Arbitrage : Jérémie PEDEN, Michel GUYOT |
| 00h00      | waterpolo.ffnatation.fr     |                      |                            | Arbitrage : Jérémie PEDEN, Michel GUYOT | Arbitrage : Jérémie PEDEN, Michel GUYOT |

| 18 mai 2024 | Orléans Water-Polo      | 17 - 14              | VGA Saint-Maur                          |                                                   |                                                   |
| 20h00       | 5 buts (Donovan GALLET) | (3-3, 6-1, 2-6, 6-4) | 4 buts (Victor AIMONE, Thomas JEZEQUEL) | Arbitrage : Christian MARTINENT, Laurent LEFEBVRE | Arbitrage : Christian MARTINENT, Laurent LEFEBVRE |
| 20h00       | waterpolo.ffnatation.fr |                      |                                         | Arbitrage : Christian MARTINENT, Laurent LEFEBVRE | Arbitrage : Christian MARTINENT, Laurent LEFEBVRE |

| 25 mai 2024 | VGA Saint-Maur                       | 12 - 13              | Orléans Water-Polo         |                                               |                                               |
| 20h30       | 3 buts (Cyril PERLOFF, Hugo MESLOUB) | (1-1, 2-4, 6-4, 3-4) | 4 buts (Louison CLAMOUSSE) | Arbitrage : Camille SADAOUI, Laurent LEFEBVRE | Arbitrage : Camille SADAOUI, Laurent LEFEBVRE |
| 20h30       | waterpolo.ffnatation.fr              |                      |                            | Arbitrage : Camille SADAOUI, Laurent LEFEBVRE | Arbitrage : Camille SADAOUI, Laurent LEFEBVRE |

| 18 mai 2024 | Granville Water Polo     | 10 - 11              | Angers Water-Polo          |                                                  |                                                  |
| 19h00       | 4 buts (Bence SZILVASAN) | (2-4, 1-3, 5-2, 2-2) | 3 buts (Antoine PANTALEON) | Arbitrage : Frédéric AUDEGUY, Vincent GIRONDELOT | Arbitrage : Frédéric AUDEGUY, Vincent GIRONDELOT |
| 19h00       | waterpolo.ffnatation.fr  |                      |                            | Arbitrage : Frédéric AUDEGUY, Vincent GIRONDELOT | Arbitrage : Frédéric AUDEGUY, Vincent GIRONDELOT |

| 25 mai 2024 | Angers Water-Polo       | 12 - 14              | Granville Water Polo        |                                                               |                                                               |
| 19h30       | 4 buts (Pierre TANGUY)  | (4-4, 1-3, 3-3, 4-4) | 7 buts (Nicolas GOLEJEWSKI) | Arbitrage : Bruno FERREIRA, Christian FARGEAS, Vincent KERREC | Arbitrage : Bruno FERREIRA, Christian FARGEAS, Vincent KERREC |
| 19h30       | waterpolo.ffnatation.fr |                      |                             | Arbitrage : Bruno FERREIRA, Christian FARGEAS, Vincent KERREC | Arbitrage : Bruno FERREIRA, Christian FARGEAS, Vincent KERREC |

|  | Demi-finales              | Demi-finales              | Demi-finales        | Demi-finales        |                  |               | Finale 9e place   | Finale 9e place   | Finale 9e place   | Finale 9e place   |
|  |                           |                           |                     |                     |                  |               |                   |                   |                   |                   |
|  | 13 et 27 avril 2024       | 13 et 27 avril 2024       | 13 et 27 avril 2024 | 13 et 27 avril 2024 |                  |               | 18 et 25 mai 2024 | 18 et 25 mai 2024 | 18 et 25 mai 2024 | 18 et 25 mai 2024 |
|  | RC Arras Water-Polo P     | RC Arras Water-Polo P     | 8                   | 4*                  |                  |               | 18 et 25 mai 2024 | 18 et 25 mai 2024 | 18 et 25 mai 2024 | 18 et 25 mai 2024 |
|  | RC Arras Water-Polo P     | RC Arras Water-Polo P     | 8                   | 4*                  |                  |               | 18 et 25 mai 2024 | 18 et 25 mai 2024 | 18 et 25 mai 2024 | 18 et 25 mai 2024 |
|  | ASPTT Limoges             | ASPTT Limoges             | 16*                 | 17                  |                  |               | 18 et 25 mai 2024 | 18 et 25 mai 2024 | 18 et 25 mai 2024 | 18 et 25 mai 2024 |
|  | ASPTT Limoges             | ASPTT Limoges             | 16*                 | 17                  | ASPTT Limoges    | ASPTT Limoges | 11*               | 12 (4)            |                   |                   |
|  | 13 avril et 11 mai 2024   |                           |                     |                     | ASPTT Limoges    | ASPTT Limoges | 11*               | 12 (4)            |                   |                   |
|  |                           |                           | Canards rochelais   | Canards rochelais   | 12               | 11 (4)*       |                   |                   |                   |                   |
|  | Canards rochelais         | Canards rochelais         | Canards rochelais   | Canards rochelais   | 12               | 11 (4)*       | 7*                | 9                 |                   |                   |
|  | Canards rochelais         | Canards rochelais         |                     |                     |                  |               |                   | 9                 |                   |                   |
|  | Pélican Club Valenciennes | Pélican Club Valenciennes | 7                   | 3*                  |                  |               |                   |                   |                   |                   |
|  | Pélican Club Valenciennes | Pélican Club Valenciennes | 7                   | 3*                  | Finale 11e place |               |                   |                   |                   |                   |
|  |                           |                           |                     |                     |                  |               |                   |                   |                   |                   |
|  | 18 et 25 mai 2024         |                           |                     |                     |                  |               |                   |                   |                   |                   |
|  | RC Arras Water-Polo P     | RC Arras Water-Polo P     | 12*                 | 8                   |                  |               |                   |                   |                   |                   |
|  | RC Arras Water-Polo P     | RC Arras Water-Polo P     | 12*                 | 8                   |                  |               |                   |                   |                   |                   |
|  | Pélican Club Valenciennes | Pélican Club Valenciennes | 10                  | 7*                  |                  |               |                   |                   |                   |                   |
|  | Pélican Club Valenciennes | Pélican Club Valenciennes | 10                  | 7*                  |                  |               |                   |                   |                   |                   |

| 13 avril 2024 | ASPTT Limoges           | 16 - 8               | RC Arras Water-Polo P                     |                                                       |                                                       |
| 21h00         | 7 buts (Loic GAVAND)    | (4-1, 3-2, 4-4, 5-1) | 3 buts (Théophile HERMANT, Lucas LEUWERS) | Arbitrage : Mariona TARRAGÓ AYMERICH, Nicolas SORINCA | Arbitrage : Mariona TARRAGÓ AYMERICH, Nicolas SORINCA |
| 21h00         | waterpolo.ffnatation.fr |                      |                                           | Arbitrage : Mariona TARRAGÓ AYMERICH, Nicolas SORINCA | Arbitrage : Mariona TARRAGÓ AYMERICH, Nicolas SORINCA |

| 11 mai 2024 | Pélican Club Valenciennes                                | 3 - 9                | Canards rochelais       |  |  |
| 20h30       | 1 but (Marc OLIVIER, Corentin CLIQUET, Raphael BLOCQUET) | (1-1, 0-2, 1-3, 1-3) | 4 buts (Landry NAULEAU) |  |  |
| 20h30       | waterpolo.ffnatation.fr                                  |                      |                         |  |  |

| 27 avril 2024 | RC Arras Water-Polo P      | 4 - 17               | ASPTT Limoges            |                          |                          |
| 00h00         | 2 buts (Théophile HERMANT) | (1-2, 0-5, 1-2, 2-8) | 3 buts (Charles SUCHAUD) | Arbitrage : Damien DEVOS | Arbitrage : Damien DEVOS |
| 00h00         | waterpolo.ffnatation.fr    |                      |                          | Arbitrage : Damien DEVOS | Arbitrage : Damien DEVOS |

| 13 avril 2024 | Canards rochelais                       | 7 - 7                | Pélican Club Valenciennes                                 |                                               |                                               |
| 20h45         | 3 buts (Damien ROPERT, Cyprien BOUCHET) | (1-1, 1-1, 2-3, 3-2) | 2 buts (Raphael BLOCQUET, Axel SENECHAL, Grégory VIGREUX) | Arbitrage : Christian MARTINENT, Michel GUYOT | Arbitrage : Christian MARTINENT, Michel GUYOT |
| 20h45         | waterpolo.ffnatation.fr                 |                      |                                                           | Arbitrage : Christian MARTINENT, Michel GUYOT | Arbitrage : Christian MARTINENT, Michel GUYOT |

| 18 mai 2024 | RC Arras Water-Polo P   | 12 - 10              | Pélican Club Valenciennes |                          |                          |
| 20h30       | ? buts (?? ??)          | (3-5, 2-1, 5-1, 2-3) | ? buts (?? ??)            | Arbitrage : Damien DEVOS | Arbitrage : Damien DEVOS |
| 20h30       | waterpolo.ffnatation.fr |                      |                           | Arbitrage : Damien DEVOS | Arbitrage : Damien DEVOS |

| 25 mai 2024 | Pélican Club Valenciennes | 7 - 8                | RC Arras Water-Polo P  |                                          |                                          |
| 20h30       | 2 buts (3 joueurs)        | (1-2, 1-1, 2-4, 3-1) | 3 buts (Lucas LEUWERS) | Arbitrage : Alban DAVID, Gregory MERCIER | Arbitrage : Alban DAVID, Gregory MERCIER |
| 20h30       | waterpolo.ffnatation.fr   |                      |                        | Arbitrage : Alban DAVID, Gregory MERCIER | Arbitrage : Alban DAVID, Gregory MERCIER |

| 18 mai 2024 | ASPTT Limoges                 | 11 - 12              | Canards rochelais                        |                                        |                                        |
| 20h00       | 3 buts (Alexandre D'ABOVILLE) | (1-2, 2-5, 3-3, 5-2) | 3 buts (Cyprien BOUCHET, Landry NAULEAU) | Arbitrage : Nicolas SORINCA, Régis POT | Arbitrage : Nicolas SORINCA, Régis POT |
| 20h00       | waterpolo.ffnatation.fr       |                      |                                          | Arbitrage : Nicolas SORINCA, Régis POT | Arbitrage : Nicolas SORINCA, Régis POT |

| 25 mai 2024 | Canards rochelais        | 11 - 12 5-4 t. a. b. | ASPTT Limoges      |                                              |                                              |
| 20h45       | 7 buts (Cyprien BOUCHET) | (2-2, 2-5, 3-3, 4-2) | 3 buts (3 joueurs) | Arbitrage : Bruno BOUST, Christian MARTINENT | Arbitrage : Bruno BOUST, Christian MARTINENT |
| 20h45       | waterpolo.ffnatation.fr  |                      |                    | Arbitrage : Bruno BOUST, Christian MARTINENT | Arbitrage : Bruno BOUST, Christian MARTINENT |
| 20h45       | Tirs au but 5-4          |                      |                    | Arbitrage : Bruno BOUST, Christian MARTINENT | Arbitrage : Bruno BOUST, Christian MARTINENT |

| Rang | Équipe                                | Rang Phase 1 | Remarque               |
| ---- | ------------------------------------- | ------------ | ---------------------- |
| 1er  | AS Monaco P                           | 1er Poule A  | Promu en Nationale 1   |
| 2e   | SCN Choisy-le-Roi R                   | 1er Poule B  | Promu en Nationale 1   |
| 3e   | Pont de Claix Natation GUC Water-Polo | 2e Poule A   |                        |
| 4e   | Stade Toulousain Natation             | 3e Poule A   | Relégué en Nationale 3 |
| 5e   | Granville Water Polo                  | 2e Poule B   |                        |
| 6e   | Angers Water-Polo                     | 3e Poule B   |                        |
| 7e   | Orléans Water-Polo                    | 4e Poule B   |                        |
| 8e   | VGA Saint-Maur                        | 4e Poule A   |                        |
| 9e   | Canards rochelais                     | 5e Poule A   |                        |
| 10e  | ASPTT Limoges                         | 6e Poule A   |                        |
| 11e  | RC Arras Water-Polo P                 | 5e Poule B   |                        |
| 12e  | Pélican Club Valenciennes             | 6e Poule B   | Relégué en Nationale 3 |

|   | Équipe                    | Pts | J  | G  | Gtab | Ptab | P | Bp  | Bc  | Diff | Dép |
| - | ------------------------- | --- | -- | -- | ---- | ---- | - | --- | --- | ---- | --- |
| 1 | SCN Choisy-le-Roi R       | 30  | 10 | 10 | 0    | 0    | 0 | 248 | 96  | 152  | -   |
| 2 | Granville Water Polo      | 21  | 10 | 7  | 0    | 0    | 3 | 159 | 110 | 49   | -   |
| 3 | Angers Water-Polo         | 18  | 10 | 6  | 0    | 0    | 4 | 124 | 134 | -10  | -   |
| 4 | Orléans Water-Polo        | 9   | 10 | 3  | 0    | 0    | 7 | 109 | 149 | -40  | -   |
| 5 | RC Arras Water-Polo P     | 9   | 10 | 3  | 0    | 0    | 7 | 109 | 180 | -71  | -   |
| 6 | Pélican Club Valenciennes | 3   | 10 | 1  | 0    | 0    | 9 | 71  | 151 | -80  | -   |

| Résultats (dom.\ext.) | Ang.  | Arr.  | Cho.  | Gra.  | Orl.  | Val. |
| Angers Water-Polo |       | 19-8  | 14-26 | 9-19  | 16-6  | 13-5 |
| RC Arras Water-Polo P | 11-15 |       | 8-28  | 13-10 | 11-16 | 14-8 |
| SCN Choisy-le-Roi R | 27-6  | 35-11 |       | 19-13 | 29-9  | 25-8 |
| Granville Water Polo | 14-10 | 23-13 | 11-14 |       | 27-10 | 23-8 |
| Orléans Water-Polo | 8-11  | 17-10 | 11-24 | 8-9   |       | 17-4 |
| Pélican Club Valenciennes | 10-11 | 9-10  | 5-21  | 6-10  | 8-7   |      |
| - Victoire à domicile - Victoire à domicile aux tirs au but - Victoire à l'extérieur aux tirs au but - Victoire à l'extérieur |       |       |       |       |       |      |

|  | Quarts de finale                      | Quarts de finale                      | Quarts de finale                      | Quarts de finale                      |                                       |                                       | Demi-finales           | Demi-finales           | Demi-finales                  | Demi-finales                  |                               |                               | Finale            | Finale            | Finale            | Finale            |
|  |                                       |                                       |                                       |                                       |                                       |                                       |                        |                        |                               |                               |                               |                               |                   |                   |                   |                   |
|  | 6 et 13 avril 2024                    | 6 et 13 avril 2024                    | 6 et 13 avril 2024                    | 6 et 13 avril 2024                    |                                       |                                       | 27 avril et 4 mai 2024 | 27 avril et 4 mai 2024 | 27 avril et 4 mai 2024        | 27 avril et 4 mai 2024        |                               |                               | 18 et 25 mai 2024 | 18 et 25 mai 2024 | 18 et 25 mai 2024 | 18 et 25 mai 2024 |
|  | 6 et 13 avril 2024                    | 6 et 13 avril 2024                    | 6 et 13 avril 2024                    | 6 et 13 avril 2024                    |                                       |                                       | 27 avril et 4 mai 2024 | 27 avril et 4 mai 2024 | 27 avril et 4 mai 2024        | 27 avril et 4 mai 2024        |                               |                               | 18 et 25 mai 2024 | 18 et 25 mai 2024 | 18 et 25 mai 2024 | 18 et 25 mai 2024 |
|  | AS Monaco P                           | AS Monaco P                           | 15                                    | 20*                                   |                                       |                                       | 27 avril et 4 mai 2024 | 27 avril et 4 mai 2024 | 27 avril et 4 mai 2024        | 27 avril et 4 mai 2024        |                               |                               | 18 et 25 mai 2024 | 18 et 25 mai 2024 | 18 et 25 mai 2024 | 18 et 25 mai 2024 |
|  | AS Monaco P                           | AS Monaco P                           | 15                                    | 20*                                   |                                       |                                       | 27 avril et 4 mai 2024 | 27 avril et 4 mai 2024 | 27 avril et 4 mai 2024        | 27 avril et 4 mai 2024        |                               |                               | 18 et 25 mai 2024 | 18 et 25 mai 2024 | 18 et 25 mai 2024 | 18 et 25 mai 2024 |
|  | Orléans Water-Polo                    | Orléans Water-Polo                    | 11*                                   | 5                                     |                                       |                                       | 27 avril et 4 mai 2024 | 27 avril et 4 mai 2024 | 27 avril et 4 mai 2024        | 27 avril et 4 mai 2024        |                               |                               | 18 et 25 mai 2024 | 18 et 25 mai 2024 | 18 et 25 mai 2024 | 18 et 25 mai 2024 |
|  | Orléans Water-Polo                    | Orléans Water-Polo                    | 11*                                   | 5                                     | AS Monaco P                           | AS Monaco P                           | 17*                    | 19                     |                               |                               |                               |                               | 18 et 25 mai 2024 | 18 et 25 mai 2024 | 18 et 25 mai 2024 | 18 et 25 mai 2024 |
|  | 2 et 13 avril 2024                    |                                       |                                       |                                       | AS Monaco P                           | AS Monaco P                           | 17*                    | 19                     |                               |                               |                               |                               | 18 et 25 mai 2024 | 18 et 25 mai 2024 | 18 et 25 mai 2024 | 18 et 25 mai 2024 |
|  |                                       |                                       | Stade Toulousain Natation             | Stade Toulousain Natation             | 8                                     | 11*                                   |                        |                        |                               |                               |                               |                               | 18 et 25 mai 2024 | 18 et 25 mai 2024 | 18 et 25 mai 2024 | 18 et 25 mai 2024 |
|  | Granville Water Polo                  | Granville Water Polo                  | Stade Toulousain Natation             | Stade Toulousain Natation             | 8                                     | 11*                                   | 11                     | 13*                    |                               |                               |                               |                               | 18 et 25 mai 2024 | 18 et 25 mai 2024 | 18 et 25 mai 2024 | 18 et 25 mai 2024 |
|  | Granville Water Polo                  | Granville Water Polo                  | 27 avril et 4 mai 2024                |                                       |                                       |                                       | 11                     | 13*                    |                               |                               |                               |                               | 18 et 25 mai 2024 | 18 et 25 mai 2024 | 18 et 25 mai 2024 | 18 et 25 mai 2024 |
|  | Stade Toulousain Natation             | Stade Toulousain Natation             | 14*                                   | 11                                    |                                       |                                       |                        |                        |                               |                               |                               |                               | 18 et 25 mai 2024 | 18 et 25 mai 2024 | 18 et 25 mai 2024 | 18 et 25 mai 2024 |
|  | Stade Toulousain Natation             | Stade Toulousain Natation             | 14*                                   | 11                                    | AS Monaco P                           | AS Monaco P                           | 19*                    | 19                     |                               |                               |                               |                               |                   |                   |                   |                   |
|  | 2 et 13 avril 2024                    |                                       |                                       |                                       | AS Monaco P                           | AS Monaco P                           | 19*                    | 19                     |                               |                               |                               |                               |                   |                   |                   |                   |
|  |                                       |                                       | SCN Choisy-le-Roi R                   | SCN Choisy-le-Roi R                   | 8                                     | 15*                                   |                        |                        |                               |                               |                               |                               |                   |                   |                   |                   |
|  | SCN Choisy-le-Roi R                   | SCN Choisy-le-Roi R                   | SCN Choisy-le-Roi R                   | SCN Choisy-le-Roi R                   | 8                                     | 15*                                   | 20                     | 23*                    |                               |                               |                               |                               |                   |                   |                   |                   |
|  | SCN Choisy-le-Roi R                   | SCN Choisy-le-Roi R                   |                                       |                                       |                                       |                                       |                        |                        |                               |                               |                               |                               |                   |                   |                   |                   |
|  | VGA Saint-Maur                        | VGA Saint-Maur                        | 11*                                   | 5                                     |                                       |                                       |                        |                        |                               |                               |                               |                               |                   |                   |                   |                   |
|  | VGA Saint-Maur                        | VGA Saint-Maur                        | 11*                                   | 5                                     | SCN Choisy-le-Roi R                   | SCN Choisy-le-Roi R                   | 16                     | 11*                    | Match pour la troisième place | Match pour la troisième place | Match pour la troisième place | Match pour la troisième place |                   |                   |                   |                   |
|  | 6 et 13 avril 2024                    |                                       |                                       |                                       | SCN Choisy-le-Roi R                   | SCN Choisy-le-Roi R                   | 16                     | 11*                    | Match pour la troisième place | Match pour la troisième place | Match pour la troisième place | Match pour la troisième place |                   |                   |                   |                   |
|  |                                       |                                       | Pont de Claix Natation GUC Water-Polo | Pont de Claix Natation GUC Water-Polo | 15*                                   | 11                                    |                        |                        | 18 et 25 mai 2024             | 18 et 25 mai 2024             | 18 et 25 mai 2024             | 18 et 25 mai 2024             |                   |                   |                   |                   |
|  | Pont de Claix Natation GUC Water-Polo | Pont de Claix Natation GUC Water-Polo | Pont de Claix Natation GUC Water-Polo | Pont de Claix Natation GUC Water-Polo | 15*                                   | 11                                    | 12                     | 21*                    | 18 et 25 mai 2024             | 18 et 25 mai 2024             | 18 et 25 mai 2024             | 18 et 25 mai 2024             |                   |                   |                   |                   |
|  | Pont de Claix Natation GUC Water-Polo | Pont de Claix Natation GUC Water-Polo |                                       |                                       |                                       |                                       |                        | 21*                    |                               |                               | Stade Toulousain Natation     | Stade Toulousain Natation     | 15*               | 5                 |                   |                   |
|  | Angers Water-Polo                     | Angers Water-Polo                     | 12*                                   | 9                                     |                                       |                                       |                        |                        |                               |                               | Stade Toulousain Natation     | Stade Toulousain Natation     | 15*               | 5                 |                   |                   |
|  | Angers Water-Polo                     | Angers Water-Polo                     | 12*                                   | 9                                     | Pont de Claix Natation GUC Water-Polo | Pont de Claix Natation GUC Water-Polo | 14                     | 14*                    |                               |                               |                               |                               |                   |                   |                   |                   |
|  |                                       |                                       |                                       |                                       |                                       |                                       |                        |                        |                               |                               |                               |                               |                   |                   |                   |                   |

| 2 avril 2024 | VGA Saint-Maur            | 11 - 20              | SCN Choisy-le-Roi R                                   |                                            |                                            |
| 19h45        | 3 buts (Florian MAUFFRAY) | (3-4, 4-6, 2-5, 2-5) | 5 buts (Raphaël BLANQUART, Basile FOURNIER-LALLEMENT) | Arbitrage : Mickael DROIT, Roberto PALEARI | Arbitrage : Mickael DROIT, Roberto PALEARI |
| 19h45        | waterpolo.ffnatation.fr   |                      |                                                       | Arbitrage : Mickael DROIT, Roberto PALEARI | Arbitrage : Mickael DROIT, Roberto PALEARI |

| 6 avril 2024 | Orléans Water-Polo      | 11 - 15              | AS Monaco P                               |                                           |                                           |
| 00h00        | 4 buts (Donovan GALLET) | (3-4, 1-5, 3-6, 4-0) | 5 buts (Luca BARNAT, Louis LANTERI MINET) | Arbitrage : Michel LALONNIER, Yann BIANIC | Arbitrage : Michel LALONNIER, Yann BIANIC |
| 00h00        | waterpolo.ffnatation.fr |                      |                                           | Arbitrage : Michel LALONNIER, Yann BIANIC | Arbitrage : Michel LALONNIER, Yann BIANIC |

| 6 avril 2024 | Angers Water-Polo       | 12 - 12              | Pont de Claix Natation GUC Water-Polo |                             |                             |
| 20h45        | 5 buts (Pierre TANGUY)  | (1-2, 3-6, 3-3, 5-1) | 5 buts (Hugo RINALDI)                 | Arbitrage : Zsuzsanna NEHEZ | Arbitrage : Zsuzsanna NEHEZ |
| 20h45        | waterpolo.ffnatation.fr |                      |                                       | Arbitrage : Zsuzsanna NEHEZ | Arbitrage : Zsuzsanna NEHEZ |

| 6 avril 2024 | Stade Toulousain Natation | 14 - 11              | Granville Water Polo     |                             |                             |
| 21h00        | 4 buts (Simon RIDEL)      | (5-3, 1-0, 3-4, 5-4) | 4 buts (Bence SZILVASAN) | Arbitrage : Aymeri BALDELLI | Arbitrage : Aymeri BALDELLI |
| 21h00        | waterpolo.ffnatation.fr   |                      |                          | Arbitrage : Aymeri BALDELLI | Arbitrage : Aymeri BALDELLI |

| 13 avril 2024 | SCN Choisy-le-Roi R                | 23 - 5               | VGA Saint-Maur                          |                                                                |                                                                |
| 19h30         | 8 buts (Basile FOURNIER-LALLEMENT) | (5-0, 7-0, 8-2, 3-3) | 2 buts (Thomas JEZEQUEL, Victor AIMONE) | Arbitrage : Christian FARGEAS, Jonathan DAVID, Zsuzsanna NEHEZ | Arbitrage : Christian FARGEAS, Jonathan DAVID, Zsuzsanna NEHEZ |
| 19h30         | waterpolo.ffnatation.fr            |                      |                                         | Arbitrage : Christian FARGEAS, Jonathan DAVID, Zsuzsanna NEHEZ | Arbitrage : Christian FARGEAS, Jonathan DAVID, Zsuzsanna NEHEZ |

| 13 avril 2024 | AS Monaco P             | 20 - 5               | Orléans Water-Polo    |                                             |                                             |
| 19h00         | 5 buts (Florian PAYAN)  | (4-2, 8-2, 6-1, 2-0) | 2 buts (Damien BELON) | Arbitrage : Aymeri BALDELLI, Martin LUSSIER | Arbitrage : Aymeri BALDELLI, Martin LUSSIER |
| 19h00         | waterpolo.ffnatation.fr |                      |                       | Arbitrage : Aymeri BALDELLI, Martin LUSSIER | Arbitrage : Aymeri BALDELLI, Martin LUSSIER |

| 13 avril 2024 | Pont de Claix Natation GUC Water-Polo | 21 - 9                | Angers Water-Polo                       |                                      |                                      |
| 19h15         | 5 buts (Hugo RINALDI)                 | (5-4, 10-1, 4-2, 4-2) | 3 buts (Julien HAUTBOIS, Pierre TANGUY) | Arbitrage : Léo HEINON, Michel IDOUX | Arbitrage : Léo HEINON, Michel IDOUX |
| 19h15         | waterpolo.ffnatation.fr               |                       |                                         | Arbitrage : Léo HEINON, Michel IDOUX | Arbitrage : Léo HEINON, Michel IDOUX |

| 13 avril 2024 | Granville Water Polo    | 13 - 11              | Stade Toulousain Natation   |                                         |                                         |
| 20h30         | 6 buts (Thomas LAHAYE)  | (4-4, 4-3, 0-1, 5-3) | 4 buts (Nicolas GOLEJEWSKI) | Arbitrage : Vincent KERREC, Yann BIANIC | Arbitrage : Vincent KERREC, Yann BIANIC |
| 20h30         | waterpolo.ffnatation.fr |                      |                             | Arbitrage : Vincent KERREC, Yann BIANIC | Arbitrage : Vincent KERREC, Yann BIANIC |

| 4 mai 2024 | AS Monaco P                                 | 17 - 8               | Stade Toulousain Natation |                            |                            |
| 19h30      | 5 buts (Florian PAYAN, Louis LANTERI MINET) | (4-2, 5-1, 3-1, 5-4) | 5 buts (Marcello CALI)    | Arbitrage : Martin LUSSIER | Arbitrage : Martin LUSSIER |
| 19h30      | waterpolo.ffnatation.fr                     |                      |                           | Arbitrage : Martin LUSSIER | Arbitrage : Martin LUSSIER |

| 27 avril 2024 | Pont de Claix Natation GUC Water-Polo | 15 - 16              | SCN Choisy-le-Roi R                |                                           |                                           |
| 00h00         | 4 buts (Hugo RINALDI, Cyril NEVADO)   | (5-2, 4-5, 3-4, 3-5) | 4 buts (Basile FOURNIER-LALLEMENT) | Arbitrage : Didier RAITON, Marian MIHALKA | Arbitrage : Didier RAITON, Marian MIHALKA |
| 00h00         | waterpolo.ffnatation.fr               |                      |                                    | Arbitrage : Didier RAITON, Marian MIHALKA | Arbitrage : Didier RAITON, Marian MIHALKA |

| 27 avril 2024 | Stade Toulousain Natation | 11 - 19              | AS Monaco P                              |                           |                           |
| 20h30         | 5 buts (?? ??)            | (3-6, 3-4, 2-5, 3-4) | 4 buts (Mathéo AGREFILO, Dario DANOVSKY) | Arbitrage : Albert MASSON | Arbitrage : Albert MASSON |
| 20h30         | waterpolo.ffnatation.fr   |                      |                                          | Arbitrage : Albert MASSON | Arbitrage : Albert MASSON |

| 4 mai 2024 | SCN Choisy-le-Roi R     | 11 - 11              | Pont de Claix Natation GUC Water-Polo |                                                                 |                                                                 |
| 00h00      | 3 buts (Anthony TRABON) | (3-4, 2-2, 2-5, 4-0) | 5 buts (Hugo RINALDI)                 | Arbitrage : Dominique DELON, Emmanuel HERMANS, Laurent LEFEBVRE | Arbitrage : Dominique DELON, Emmanuel HERMANS, Laurent LEFEBVRE |
| 00h00      | waterpolo.ffnatation.fr |                      |                                       | Arbitrage : Dominique DELON, Emmanuel HERMANS, Laurent LEFEBVRE | Arbitrage : Dominique DELON, Emmanuel HERMANS, Laurent LEFEBVRE |

| 18 mai 2024 | Stade Toulousain Natation | 15 - 14              | Pont de Claix Natation GUC Water-Polo   |                                          |                                          |
| 20h30       | 5 buts (Marcello CALI)    | (5-5, 2-5, 2-3, 6-1) | 4 buts (Hugo RINALDI, Nikita RISTOVSKI) | Arbitrage : Bruno BOUST, Camille SADAOUI | Arbitrage : Bruno BOUST, Camille SADAOUI |
| 20h30       | waterpolo.ffnatation.fr   |                      |                                         | Arbitrage : Bruno BOUST, Camille SADAOUI | Arbitrage : Bruno BOUST, Camille SADAOUI |

| 25 mai 2024 | Pont de Claix Natation GUC Water-Polo | 14 - 5               | Stade Toulousain Natation |                                                            |                                                            |
| 21h00       | 3 buts (Ruben HOSTACHE, Cyril NEVADO) | (2-1, 4-0, 6-2, 2-2) | 1 but (5 joueurs)         | Arbitrage : Aurely BLANCHARD, Michel IDOUX, Pascal BOUCHEZ | Arbitrage : Aurely BLANCHARD, Michel IDOUX, Pascal BOUCHEZ |
| 21h00       | waterpolo.ffnatation.fr               |                      |                           | Arbitrage : Aurely BLANCHARD, Michel IDOUX, Pascal BOUCHEZ | Arbitrage : Aurely BLANCHARD, Michel IDOUX, Pascal BOUCHEZ |

| 18 mai 2024 | AS Monaco P                                   | 19 - 8               | SCN Choisy-le-Roi R      |                                                         |                                                         |
| 19h00       | 5 buts (Louis LANTERI MINET, Mathéo AGREFILO) | (5-1, 3-3, 4-1, 7-3) | 4 buts (Clément PROVOST) | Arbitrage : Alban DAVID, Jérémie PEDEN, Pascal PLANCHON | Arbitrage : Alban DAVID, Jérémie PEDEN, Pascal PLANCHON |
| 19h00       | waterpolo.ffnatation.fr                       |                      |                          | Arbitrage : Alban DAVID, Jérémie PEDEN, Pascal PLANCHON | Arbitrage : Alban DAVID, Jérémie PEDEN, Pascal PLANCHON |

| 25 mai 2024 | SCN Choisy-le-Roi R                | 15 - 19              | AS Monaco P              |                                                             |                                                             |
| 20h30       | 5 buts (Basile FOURNIER-LALLEMENT) | (3-5, 4-3, 5-7, 3-4) | 7 buts (Mathéo AGREFILO) | Arbitrage : Christophe VILLOTTA, Patrick BUNEL, Tibor VARGA | Arbitrage : Christophe VILLOTTA, Patrick BUNEL, Tibor VARGA |
| 20h30       | waterpolo.ffnatation.fr            |                      |                          | Arbitrage : Christophe VILLOTTA, Patrick BUNEL, Tibor VARGA | Arbitrage : Christophe VILLOTTA, Patrick BUNEL, Tibor VARGA |

|  | Demi-finales           | Demi-finales           | Demi-finales           | Demi-finales           |                   |                   | Finale 5e place   | Finale 5e place   | Finale 5e place   | Finale 5e place   |
|  |                        |                        |                        |                        |                   |                   |                   |                   |                   |                   |
|  | 27 avril et 4 mai 2024 | 27 avril et 4 mai 2024 | 27 avril et 4 mai 2024 | 27 avril et 4 mai 2024 |                   |                   | 18 et 25 mai 2024 | 18 et 25 mai 2024 | 18 et 25 mai 2024 | 18 et 25 mai 2024 |
|  | Angers Water-Polo      | Angers Water-Polo      | 14*                    | 12                     |                   |                   | 18 et 25 mai 2024 | 18 et 25 mai 2024 | 18 et 25 mai 2024 | 18 et 25 mai 2024 |
|  | Angers Water-Polo      | Angers Water-Polo      | 14*                    | 12                     |                   |                   | 18 et 25 mai 2024 | 18 et 25 mai 2024 | 18 et 25 mai 2024 | 18 et 25 mai 2024 |
|  | VGA Saint-Maur         | VGA Saint-Maur         | 6                      | 13*                    |                   |                   | 18 et 25 mai 2024 | 18 et 25 mai 2024 | 18 et 25 mai 2024 | 18 et 25 mai 2024 |
|  | VGA Saint-Maur         | VGA Saint-Maur         | 6                      | 13*                    | Angers Water-Polo | Angers Water-Polo | 11                | 12*               |                   |                   |
|  | 27 avril et 4 mai 2024 |                        |                        |                        | Angers Water-Polo | Angers Water-Polo | 11                | 12*               |                   |                   |
|  |                        |                        | Granville Water Polo   | Granville Water Polo   | 10*               | 14                |                   |                   |                   |                   |
|  | Orléans Water-Polo     | Orléans Water-Polo     | Granville Water Polo   | Granville Water Polo   | 10*               | 14                | 13*               | 9                 |                   |                   |
|  | Orléans Water-Polo     | Orléans Water-Polo     |                        |                        |                   |                   |                   | 9                 |                   |                   |
|  | Granville Water Polo   | Granville Water Polo   | 20                     | 15*                    |                   |                   |                   |                   |                   |                   |
|  | Granville Water Polo   | Granville Water Polo   | 20                     | 15*                    | Finale 7e place   |                   |                   |                   |                   |                   |
|  |                        |                        |                        |                        |                   |                   |                   |                   |                   |                   |
|  | 18 et 25 mai 2024      |                        |                        |                        |                   |                   |                   |                   |                   |                   |
|  | VGA Saint-Maur         | VGA Saint-Maur         | 14                     | 12*                    |                   |                   |                   |                   |                   |                   |
|  | VGA Saint-Maur         | VGA Saint-Maur         | 14                     | 12*                    |                   |                   |                   |                   |                   |                   |
|  | Orléans Water-Polo     | Orléans Water-Polo     | 17*                    | 13                     |                   |                   |                   |                   |                   |                   |
|  | Orléans Water-Polo     | Orléans Water-Polo     | 17*                    | 13                     |                   |                   |                   |                   |                   |                   |

| 27 avril 2024 | Angers Water-Polo          | 14 - 6               | VGA Saint-Maur         |                                                 |                                                 |
| 00h00         | 5 buts (Antoine PANTALEON) | (2-2, 3-0, 7-4, 2-0) | 4 buts (Victor AIMONE) | Arbitrage : Christophe VILLOTTA, Vincent KERREC | Arbitrage : Christophe VILLOTTA, Vincent KERREC |
| 00h00         | waterpolo.ffnatation.fr    |                      |                        | Arbitrage : Christophe VILLOTTA, Vincent KERREC | Arbitrage : Christophe VILLOTTA, Vincent KERREC |

| 27 avril 2024 | Orléans Water-Polo      | 13 - 20              | Granville Water Polo |                                              |                                              |
| 00h00         | ? buts (?? ??)          | (2-3, 2-6, 5-6, 4-5) | ? buts (?? ??)       | Arbitrage : Gregory MERCIER, Zsuzsanna NEHEZ | Arbitrage : Gregory MERCIER, Zsuzsanna NEHEZ |
| 00h00         | waterpolo.ffnatation.fr |                      |                      | Arbitrage : Gregory MERCIER, Zsuzsanna NEHEZ | Arbitrage : Gregory MERCIER, Zsuzsanna NEHEZ |

| 4 mai 2024 | VGA Saint-Maur          | 13 - 12              | Angers Water-Polo      |                          |                          |
| 20h30      | 5 buts (Hugo MESLOUB)   | (5-3, 1-4, 4-2, 3-3) | 5 buts (Romain POIREE) | Arbitrage : Damien DEVOS | Arbitrage : Damien DEVOS |
| 20h30      | waterpolo.ffnatation.fr |                      |                        | Arbitrage : Damien DEVOS | Arbitrage : Damien DEVOS |

| 4 mai 2024 | Granville Water Polo        | 15 - 9               | Orléans Water-Polo         |                                         |                                         |
| 00h00      | 4 buts (Nicolas GOLEJEWSKI) | (5-2, 5-1, 3-4, 2-2) | 3 buts (Pierre-Yves LOPEZ) | Arbitrage : Jérémie PEDEN, Michel GUYOT | Arbitrage : Jérémie PEDEN, Michel GUYOT |
| 00h00      | waterpolo.ffnatation.fr     |                      |                            | Arbitrage : Jérémie PEDEN, Michel GUYOT | Arbitrage : Jérémie PEDEN, Michel GUYOT |

| 18 mai 2024 | Orléans Water-Polo      | 17 - 14              | VGA Saint-Maur                          |                                                   |                                                   |
| 20h00       | 5 buts (Donovan GALLET) | (3-3, 6-1, 2-6, 6-4) | 4 buts (Victor AIMONE, Thomas JEZEQUEL) | Arbitrage : Christian MARTINENT, Laurent LEFEBVRE | Arbitrage : Christian MARTINENT, Laurent LEFEBVRE |
| 20h00       | waterpolo.ffnatation.fr |                      |                                         | Arbitrage : Christian MARTINENT, Laurent LEFEBVRE | Arbitrage : Christian MARTINENT, Laurent LEFEBVRE |

| 25 mai 2024 | VGA Saint-Maur                       | 12 - 13              | Orléans Water-Polo         |                                               |                                               |
| 20h30       | 3 buts (Cyril PERLOFF, Hugo MESLOUB) | (1-1, 2-4, 6-4, 3-4) | 4 buts (Louison CLAMOUSSE) | Arbitrage : Camille SADAOUI, Laurent LEFEBVRE | Arbitrage : Camille SADAOUI, Laurent LEFEBVRE |
| 20h30       | waterpolo.ffnatation.fr              |                      |                            | Arbitrage : Camille SADAOUI, Laurent LEFEBVRE | Arbitrage : Camille SADAOUI, Laurent LEFEBVRE |

| 18 mai 2024 | Granville Water Polo     | 10 - 11              | Angers Water-Polo          |                                                  |                                                  |
| 19h00       | 4 buts (Bence SZILVASAN) | (2-4, 1-3, 5-2, 2-2) | 3 buts (Antoine PANTALEON) | Arbitrage : Frédéric AUDEGUY, Vincent GIRONDELOT | Arbitrage : Frédéric AUDEGUY, Vincent GIRONDELOT |
| 19h00       | waterpolo.ffnatation.fr  |                      |                            | Arbitrage : Frédéric AUDEGUY, Vincent GIRONDELOT | Arbitrage : Frédéric AUDEGUY, Vincent GIRONDELOT |

| 25 mai 2024 | Angers Water-Polo       | 12 - 14              | Granville Water Polo        |                                                               |                                                               |
| 19h30       | 4 buts (Pierre TANGUY)  | (4-4, 1-3, 3-3, 4-4) | 7 buts (Nicolas GOLEJEWSKI) | Arbitrage : Bruno FERREIRA, Christian FARGEAS, Vincent KERREC | Arbitrage : Bruno FERREIRA, Christian FARGEAS, Vincent KERREC |
| 19h30       | waterpolo.ffnatation.fr |                      |                             | Arbitrage : Bruno FERREIRA, Christian FARGEAS, Vincent KERREC | Arbitrage : Bruno FERREIRA, Christian FARGEAS, Vincent KERREC |

|  | Demi-finales              | Demi-finales              | Demi-finales        | Demi-finales        |                  |               | Finale 9e place   | Finale 9e place   | Finale 9e place   | Finale 9e place   |
|  |                           |                           |                     |                     |                  |               |                   |                   |                   |                   |
|  | 13 et 27 avril 2024       | 13 et 27 avril 2024       | 13 et 27 avril 2024 | 13 et 27 avril 2024 |                  |               | 18 et 25 mai 2024 | 18 et 25 mai 2024 | 18 et 25 mai 2024 | 18 et 25 mai 2024 |
|  | RC Arras Water-Polo P     | RC Arras Water-Polo P     | 8                   | 4*                  |                  |               | 18 et 25 mai 2024 | 18 et 25 mai 2024 | 18 et 25 mai 2024 | 18 et 25 mai 2024 |
|  | RC Arras Water-Polo P     | RC Arras Water-Polo P     | 8                   | 4*                  |                  |               | 18 et 25 mai 2024 | 18 et 25 mai 2024 | 18 et 25 mai 2024 | 18 et 25 mai 2024 |
|  | ASPTT Limoges             | ASPTT Limoges             | 16*                 | 17                  |                  |               | 18 et 25 mai 2024 | 18 et 25 mai 2024 | 18 et 25 mai 2024 | 18 et 25 mai 2024 |
|  | ASPTT Limoges             | ASPTT Limoges             | 16*                 | 17                  | ASPTT Limoges    | ASPTT Limoges | 11*               | 12 (4)            |                   |                   |
|  | 13 avril et 11 mai 2024   |                           |                     |                     | ASPTT Limoges    | ASPTT Limoges | 11*               | 12 (4)            |                   |                   |
|  |                           |                           | Canards rochelais   | Canards rochelais   | 12               | 11 (4)*       |                   |                   |                   |                   |
|  | Canards rochelais         | Canards rochelais         | Canards rochelais   | Canards rochelais   | 12               | 11 (4)*       | 7*                | 9                 |                   |                   |
|  | Canards rochelais         | Canards rochelais         |                     |                     |                  |               |                   | 9                 |                   |                   |
|  | Pélican Club Valenciennes | Pélican Club Valenciennes | 7                   | 3*                  |                  |               |                   |                   |                   |                   |
|  | Pélican Club Valenciennes | Pélican Club Valenciennes | 7                   | 3*                  | Finale 11e place |               |                   |                   |                   |                   |
|  |                           |                           |                     |                     |                  |               |                   |                   |                   |                   |
|  | 18 et 25 mai 2024         |                           |                     |                     |                  |               |                   |                   |                   |                   |
|  | RC Arras Water-Polo P     | RC Arras Water-Polo P     | 12*                 | 8                   |                  |               |                   |                   |                   |                   |
|  | RC Arras Water-Polo P     | RC Arras Water-Polo P     | 12*                 | 8                   |                  |               |                   |                   |                   |                   |
|  | Pélican Club Valenciennes | Pélican Club Valenciennes | 10                  | 7*                  |                  |               |                   |                   |                   |                   |
|  | Pélican Club Valenciennes | Pélican Club Valenciennes | 10                  | 7*                  |                  |               |                   |                   |                   |                   |

| 13 avril 2024 | ASPTT Limoges           | 16 - 8               | RC Arras Water-Polo P                     |                                                       |                                                       |
| 21h00         | 7 buts (Loic GAVAND)    | (4-1, 3-2, 4-4, 5-1) | 3 buts (Théophile HERMANT, Lucas LEUWERS) | Arbitrage : Mariona TARRAGÓ AYMERICH, Nicolas SORINCA | Arbitrage : Mariona TARRAGÓ AYMERICH, Nicolas SORINCA |
| 21h00         | waterpolo.ffnatation.fr |                      |                                           | Arbitrage : Mariona TARRAGÓ AYMERICH, Nicolas SORINCA | Arbitrage : Mariona TARRAGÓ AYMERICH, Nicolas SORINCA |

| 11 mai 2024 | Pélican Club Valenciennes                                | 3 - 9                | Canards rochelais       |  |  |
| 20h30       | 1 but (Marc OLIVIER, Corentin CLIQUET, Raphael BLOCQUET) | (1-1, 0-2, 1-3, 1-3) | 4 buts (Landry NAULEAU) |  |  |
| 20h30       | waterpolo.ffnatation.fr                                  |                      |                         |  |  |

| 27 avril 2024 | RC Arras Water-Polo P      | 4 - 17               | ASPTT Limoges            |                          |                          |
| 00h00         | 2 buts (Théophile HERMANT) | (1-2, 0-5, 1-2, 2-8) | 3 buts (Charles SUCHAUD) | Arbitrage : Damien DEVOS | Arbitrage : Damien DEVOS |
| 00h00         | waterpolo.ffnatation.fr    |                      |                          | Arbitrage : Damien DEVOS | Arbitrage : Damien DEVOS |

| 13 avril 2024 | Canards rochelais                       | 7 - 7                | Pélican Club Valenciennes                                 |                                               |                                               |
| 20h45         | 3 buts (Damien ROPERT, Cyprien BOUCHET) | (1-1, 1-1, 2-3, 3-2) | 2 buts (Raphael BLOCQUET, Axel SENECHAL, Grégory VIGREUX) | Arbitrage : Christian MARTINENT, Michel GUYOT | Arbitrage : Christian MARTINENT, Michel GUYOT |
| 20h45         | waterpolo.ffnatation.fr                 |                      |                                                           | Arbitrage : Christian MARTINENT, Michel GUYOT | Arbitrage : Christian MARTINENT, Michel GUYOT |

| 18 mai 2024 | RC Arras Water-Polo P   | 12 - 10              | Pélican Club Valenciennes |                          |                          |
| 20h30       | ? buts (?? ??)          | (3-5, 2-1, 5-1, 2-3) | ? buts (?? ??)            | Arbitrage : Damien DEVOS | Arbitrage : Damien DEVOS |
| 20h30       | waterpolo.ffnatation.fr |                      |                           | Arbitrage : Damien DEVOS | Arbitrage : Damien DEVOS |

| 25 mai 2024 | Pélican Club Valenciennes | 7 - 8                | RC Arras Water-Polo P  |                                          |                                          |
| 20h30       | 2 buts (3 joueurs)        | (1-2, 1-1, 2-4, 3-1) | 3 buts (Lucas LEUWERS) | Arbitrage : Alban DAVID, Gregory MERCIER | Arbitrage : Alban DAVID, Gregory MERCIER |
| 20h30       | waterpolo.ffnatation.fr   |                      |                        | Arbitrage : Alban DAVID, Gregory MERCIER | Arbitrage : Alban DAVID, Gregory MERCIER |

| 18 mai 2024 | ASPTT Limoges                 | 11 - 12              | Canards rochelais                        |                                        |                                        |
| 20h00       | 3 buts (Alexandre D'ABOVILLE) | (1-2, 2-5, 3-3, 5-2) | 3 buts (Cyprien BOUCHET, Landry NAULEAU) | Arbitrage : Nicolas SORINCA, Régis POT | Arbitrage : Nicolas SORINCA, Régis POT |
| 20h00       | waterpolo.ffnatation.fr       |                      |                                          | Arbitrage : Nicolas SORINCA, Régis POT | Arbitrage : Nicolas SORINCA, Régis POT |

| 25 mai 2024 | Canards rochelais        | 11 - 12 5-4 t. a. b. | ASPTT Limoges      |                                              |                                              |
| 20h45       | 7 buts (Cyprien BOUCHET) | (2-2, 2-5, 3-3, 4-2) | 3 buts (3 joueurs) | Arbitrage : Bruno BOUST, Christian MARTINENT | Arbitrage : Bruno BOUST, Christian MARTINENT |
| 20h45       | waterpolo.ffnatation.fr  |                      |                    | Arbitrage : Bruno BOUST, Christian MARTINENT | Arbitrage : Bruno BOUST, Christian MARTINENT |
| 20h45       | Tirs au but 5-4          |                      |                    | Arbitrage : Bruno BOUST, Christian MARTINENT | Arbitrage : Bruno BOUST, Christian MARTINENT |

| Rang | Équipe                                | Rang Phase 1 | Remarque               |
| ---- | ------------------------------------- | ------------ | ---------------------- |
| 1er  | AS Monaco P                           | 1er Poule A  | Promu en Nationale 1   |
| 2e   | SCN Choisy-le-Roi R                   | 1er Poule B  | Promu en Nationale 1   |
| 3e   | Pont de Claix Natation GUC Water-Polo | 2e Poule A   |                        |
| 4e   | Stade Toulousain Natation             | 3e Poule A   | Relégué en Nationale 3 |
| 5e   | Granville Water Polo                  | 2e Poule B   |                        |
| 6e   | Angers Water-Polo                     | 3e Poule B   |                        |
| 7e   | Orléans Water-Polo                    | 4e Poule B   |                        |
| 8e   | VGA Saint-Maur                        | 4e Poule A   |                        |
| 9e   | Canards rochelais                     | 5e Poule A   |                        |
| 10e  | ASPTT Limoges                         | 6e Poule A   |                        |
| 11e  | RC Arras Water-Polo P                 | 5e Poule B   |                        |
| 12e  | Pélican Club Valenciennes             | 6e Poule B   | Relégué en Nationale 3 |